# Войцеховская, Галина Анатольевна
Галина Анатольевна Войцеховская (род. 4 мая 1956, Стадница) — советский и украинский архитектор, директор Государственной библиотеки им. В. Заболотного. Действительный член Академии строительства Украины, член-корреспондент Украинской академии архитектуры. Главный редактором и автор ряда библиотечных серий: «Выдающиеся зодчие Украины», «Выдающиеся строители Украины», «Личность». С 2003 года организовала ежегодное мероприятие — Заболотновские чтения «Архитектурная и строительная книга в Украине». С 1999 года создала библиотечный клуб «Национальные святыни». Заслуженный работник культуры Украины (2012).

## Биография
В 1980 г. окончила библиотечный факультет Киевского института культуры и искусств. С 1980 года - в научно-технической библиотеке Госстроя Украины (ныне Государственная научная архитектурно-строительная библиотека имени В. И. Заболотного) в должности старшего библиотекаря. С 1981 года стала заведующей отделом обслуживания. С 1991 года стала директором библиотеки. В 2008 году разработала проект «История малых городов Украины».
Награждена Почётной грамотой Кабинета министров Украины (2005), а также Почётной грамотой Кабинета министров Украины (2004) в коллективе библиотеки.

## Публикации
Автор более 80-и публикаций по библиотечной тематики. Среди них:
- Йосип Юлійович Каракіс: Бібліографічний покажчик / Ред. Г.А. Войцеховская, С.С. Артамонова, О.М. Пихур, А.О. Луковська. — Киев: Укрархбудинформ, 2002. — 52 с. — (Видатнi зодчi України).